# 霍兰先生的乐章
《霍兰先生的乐章》（英語：Mr. Holland's Opus）是一部在1995年上映的美国电影，该片由斯蒂芬·赫瑞克执导，泰德·菲尔德、罗伯特·W·科特与迈克尔·诺林担任制片人，帕特里克·谢恩·邓肯则是影片的编剧兼执行制片人。曾因1977年的电影《再见女郎》获第50届学院奖男主角奖的男演员理查德·德莱弗斯在本片中出演男主角格倫·荷蘭，片中的其他几位主要演员还包括格伦妮·海德利、杰·托马斯、奥林匹亚·杜卡基斯、威廉姆·H·梅西、泰伦斯·霍华德和艾丽西亚·维特。

## 剧情
1965年，一名心懷遠大理想的音樂家格倫·荷蘭一心想寫出自己心目中的「美國交響曲」，無奈為了維持生計，他只好在俄勒岡州一間高中擔任音樂老師。他到學校上課的第一天，音樂基礎極差的學生們便給了他一個下馬威。他們在彈奏樂器時不但走調，甚至連大名鼎鼎的古典作曲家巴赫都沒有聽說過。荷蘭的信心遭到了打擊，連校長海倫·雅各布斯也多次向他提出善意的批評。在荷蘭的工作遇到挫折時，從事攝影工作的妻子艾麗絲在一旁耐心地勸解和寬慰他，而擔任體育老師的同事比爾·梅斯特也用自己從事教職以來的親身經歷，向荷蘭證明教導學生需要無私的愛心和充分的時間。
荷蘭聽了妻子和同事的建議後，決定改變教學方式，他丟開教科書的教學，取而代之的是「海灘男孩」、「披頭四」、「滾石」等任何能與人溝通的音樂。他這種非正統的教學方式得到眾人的認同，讓個性保守的副校長也被迫承認這種方式。而在荷蘭的細心指導之下，其中兩名學生——格楚德·朗和路易·拉斯分別學會了單簧管和大鼓這兩樣樂器。不久，艾麗絲生下了兒子科爾，沒想到科爾卻患有先天性的失聰，這樣的惡耗讓荷蘭滿心的音樂夢想打進谷底，他完全不知該如何與科爾相處，更別提和科爾分享他的音樂喜好了。於是他把所有的心力投注在工作上，將自己的青春全部奉獻於培養學生的音樂興趣。
在一個表演甄選會上，荷蘭遇到了一個女學生——露韋娜·摩根。摩根的音樂才氣令荷蘭驚艷不已，也令他內心對於這段曖昧的師生戀陷入交戰，艾麗絲察覺到丈夫的細微異狀，但並沒有點破。摩根去紐約深造後，荷蘭便將全部的心思轉移到了寫作和教學上。有一天，荷蘭與科爾發生激烈的爭吵，使他驚覺自己一向對兒子的疏忽，於是他決定為聽覺受損的人舉辦一場音樂會。因為這場音樂會，荷蘭和妻兒冰釋前嫌。
1995年，就在荷蘭的教學生涯屆滿三十年時，學校因為州政府刪減教育經費，不得不中止所有的美育課程。儘管荷蘭積極努力爭取，但依然改變不了既定的事實。就在荷蘭感到心灰意冷之際，他的昔日學生得知他要離開學校的消息，便全部回到母校，為他開了一場盛大的歡送會。在荷蘭的指揮下，由後來轉戰政壇當上州長的格楚德帶領的管弦樂隊演奏荷蘭嘔心瀝血的傑作——「美國交響曲」，向荷蘭表示最崇高的敬意。

## 演员表
- 理查德·德莱弗斯饰Glenn Holland
- 格伦妮·海德利饰Iris Holland
- 杰·托马斯（英语：Jay Thomas）饰Bill Meister
- 奥林匹亚·杜卡基斯饰校长Helen Jacobs
- 威廉姆·H·梅西饰副校长Gene Wolters
- 艾丽西亚·维特（英语：Alicia Witt）饰Gertrude Lang
- 泰伦斯·霍华德饰Louis Russ
- 珍·路易莎·凱利饰Rowena Morgan
- 貝絲·梅特蘭饰Deaf School Principal
- 達蒙·惠特克饰Bobby Tidd
- 亞歷山德拉·博伊德饰Sarah Olmstead

## 制作

### 存档画面
电影中使用了一些历史上的存档录像来表现时代的变迁，分别是：
- 马丁·路德·金的演讲
- 罗伯特·肯尼迪及约翰·F·肯尼迪（两人都被刺杀）
- 越战
- 《周末夜狂热》
- 《別假正經》
- 约翰·列侬之死
- 《洛基恐怖秀》
- 《伍德斯托克音乐节（英语：Woodstock (film)）》

## 原声带
1996年1月，本片发行了两张原声带唱片。其中第一张是电影原创配乐专辑，其中包含有电影中所有由迈克尔·凯曼作曲的配乐；第二张唱片则是电影中所用过的所有知名乐曲的集锦。

## 反响

### 票房
本片在美国本土发行的票房收入为8256万9971美元，在1995年全美电影票房排行榜上名列第14位，而在其他国家上映则入账约2370万美元，全球总票房为1亿626万9971美元。另外，影片的录像带发行后，单出租一项又在美国收入3655万美元。
影片一开始于1995年12月29日在纽约和洛杉矶的很少几家电影院进行上映，因为制片公司认为男主角的表演很有希望可以获得学院奖的提名，因为为了赶上参加学院奖角逐影片上映的最后期限而安排提前上映。之后影片果然获得了第68届学院奖男主角奖提名，但最终败给了主演《离开拉斯维加斯》（"leaving Las Vegas"，又译《远离赌城》/《两颗绝望的心》）的尼古拉斯·凯奇。

### 烂蕃茄
根据烂蕃茄网站上收集的27篇专业影评人文章，本片好评率为74%，而从注册用户投票来看，好评率则为79%。

### 霍兰先生作品基金会
为本片谱曲的作曲家迈克尔·凯曼由于受到影片中故事情节的启发而于1996年创立了霍兰先生作品基金会（简称MHOF），致力于为音乐教育事业提供物质性的帮助。

## 外部連結
- 互联网电影数据库（IMDb）上《霍兰先生的乐章》的资料（英文）
- TCM电影资料库上《霍兰先生的乐章》的资料（英文）
- AllMovie上《霍兰先生的乐章》的资料（英文）
- Box Office Mojo上《霍兰先生的乐章》的資料（英文）
- 爛番茄上《霍兰先生的乐章》的資料（英文）
- 霍兰先生的乐章基金会 （页面存档备份，存于）